# Association des artistes non-figuratifs de Montréal
L'Association des artistes non-figuratifs de Montréal est une association d'artistes peintres de Montréal.
L'association a été créée en 1956 par le groupe des premiers plasticiens : Rodolphe de Repentigny (alias Jauran), Fernand Toupin, Jean-Paul Jérôme, Louis Belzile… auquel se joint Fernand Leduc qui en devient le premier président. L'association regroupera jusqu'à 50 membres,,.

## Expositions
- Première exposition annuelle de l'Association des artistes non figuratifs de Montréal,  février-mars 1956, Ville de Montréal[1]
- Deuxième exposition annuelle de l'Association des artistes non figuratifs de Montréal, 16 mai au 3 juin 1957, Musée du Québec, Québec[4]